# Romantiek (stemming)

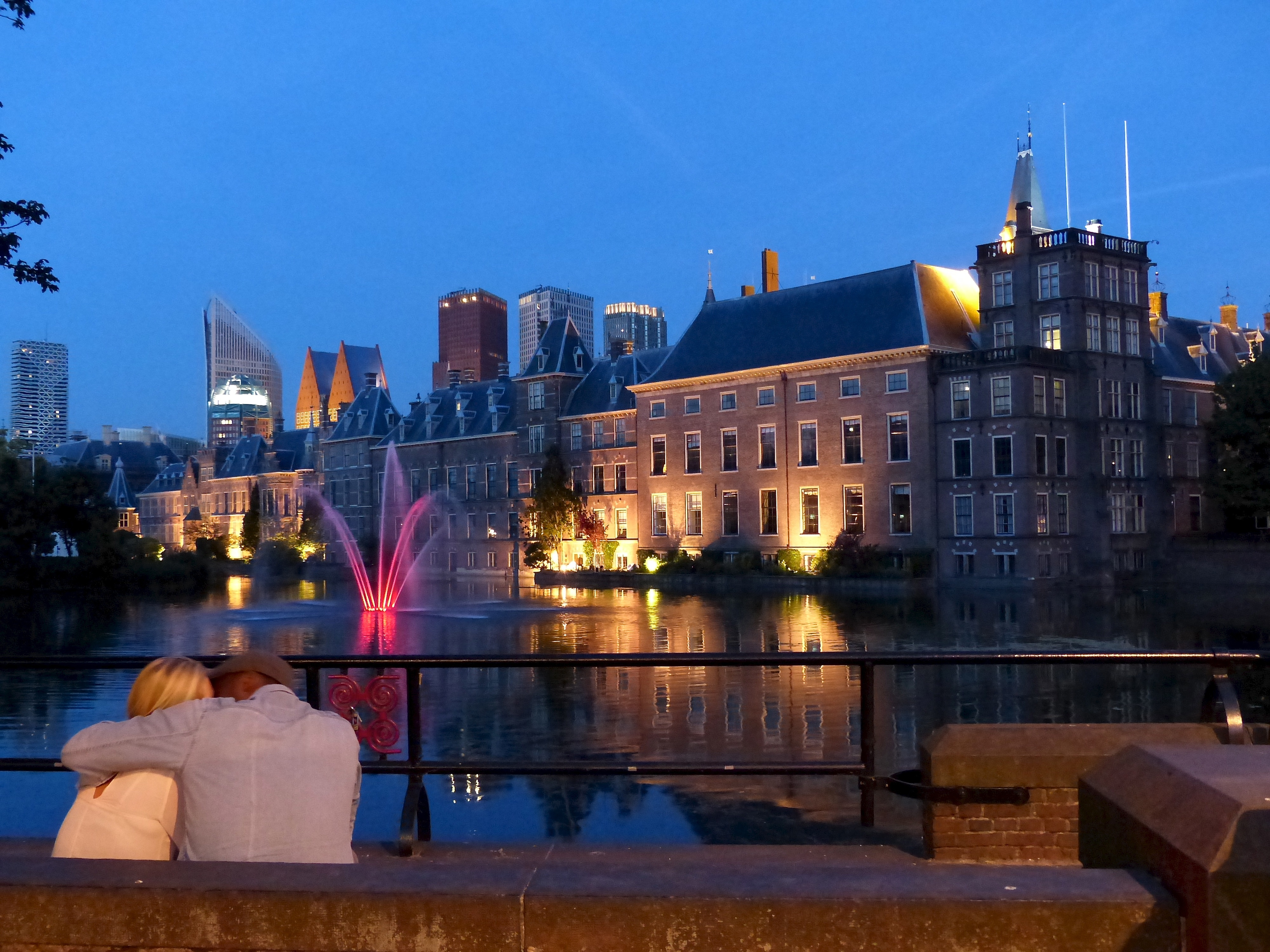
Een stel met exclusieve aandacht voor elkaar

Romantiek is de gemoedstoestand van mensen die op emotioneel en erotisch vlak geestverwantschap ervaren met elkaar.
Deze gemoedstoestand kan opgeroepen worden door een context die beide personen stimuleert exclusieve aandacht aan de ander te besteden en waarin beide personen zich behaaglijk voelen. 
Hoe zo'n context er precies uitziet verschilt van persoon tot persoon.
Voorbeelden van context die in de westerse wereld vaak met romantiek wordt geassocieerd: een strandwandeling, kaarslicht, kamp- en openhaardvuur, het nuttigen van een flesje wijn, een etentje (al dan niet in een restaurant).